# Bahnstrecke Dobříš–Praha-Modřany
| Kursbuchstrecke (SŽ): | 210                  |                                             |                                             |
| Streckenlänge: | 39,598 km            |                                             |                                             |
| Spurweite: | 1435 mm (Normalspur) |                                             |                                             |
| Streckenklasse: | C2                   |                                             |                                             |
| Maximale Neigung: | 23,43 ‰              |                                             |                                             |
| Streckengeschwindigkeit: | 60 km/h              |                                             |                                             |
| |                      |                                             |                                             |
| \| \| -0,355 \| (Streckenbeginn) \| (Streckenbeginn) \| \| \| 0,000 \| Dobříš \| Dobříš \| \| \| \| Rychlostní silnice 4 \| \| \| \| 1,212 \| Stará Huť \| Stará Huť \| \| \| 4,812 \| Mokrovraty \| Mokrovraty \| \| \| 8,228 \| Malá Hraštice \| Malá Hraštice \| \| \| 10,884 \| Nová Ves pod Pleší \| Nová Ves pod Pleší \| \| \| 14,816 \| Mníšek pod Brdy \| Mníšek pod Brdy \| \| \| 15,920 \| Rymaně \| Rymaně \| \| \| 19,108 \| Čisovice \| Čisovice \| \| \| 21,463 \| Bojanovice \| Bojanovice \| \| \| 23,096 \| Bojov \| Bojov \| \| \| 25,130 \| Klínecký tunel (72 m) \| Klínecký tunel (72 m) \| \| \| 25,521 \| Klínec \| Klínec \| \| \| 28,314 \| Měchenice \| Měchenice \| \| \| \| Vltava \| \| \| \| \| von Čerčany (vorm. LB Čerčan–Modřan–Dobříš) \| \| \| \| 29,662 \| Odbočka Skochovice \| Odbočka Skochovice \| \| \| \| Skochovice \| \| \| \| 31,964 \| Vrané nad Vltavou \| Vrané nad Vltavou \| \| \| 33,235 \| Jarovský tunel (390 m) \| Jarovský tunel (390 m) \| \| \| \| Hl. Jarov \| \| \| \| 33,815 \| Jarov \| Jarov \| \| \| 36,490 \| Praha-Zbraslav \| Praha-Zbraslav \| \| \| \| Rychlostní silnice 1 \| \| \| \| 38,798 \| Praha-Komořany \| Praha-Komořany \| \| \| 39,598 \| Praha-Modřany \| Praha-Modřany \| \| \| \| nach Praha-Vršovice (vorm. BCB) \| \| |                      |                                             |                                             |
| | -0,355               | (Streckenbeginn)                            | (Streckenbeginn)                            |
| Bahnhof | 0,000                | Dobříš                                      | Dobříš                                      |
| Strecke mit Straßenbrücke |                      | Rychlostní silnice 4                        | Rychlostní silnice 4                        |
| Haltepunkt / Haltestelle | 1,212                | Stará Huť                                   | Stará Huť                                   |
| Haltepunkt / Haltestelle | 4,812                | Mokrovraty                                  | Mokrovraty                                  |
| Bahnhof | 8,228                | Malá Hraštice                               | Malá Hraštice                               |
| Haltepunkt / Haltestelle | 10,884               | Nová Ves pod Pleší                          | Nová Ves pod Pleší                          |
| Bahnhof | 14,816               | Mníšek pod Brdy                             | Mníšek pod Brdy                             |
| Haltepunkt / Haltestelle | 15,920               | Rymaně                                      | Rymaně                                      |
| Bahnhof | 19,108               | Čisovice                                    | Čisovice                                    |
| Haltepunkt / Haltestelle | 21,463               | Bojanovice                                  | Bojanovice                                  |
| Haltepunkt / Haltestelle | 23,096               | Bojov                                       | Bojov                                       |
| Tunnel | 25,130               | Klínecký tunel (72 m)                       | Klínecký tunel (72 m)                       |
| Haltepunkt / Haltestelle | 25,521               | Klínec                                      | Klínec                                      |
| Bahnhof | 28,314               | Měchenice                                   | Měchenice                                   |
| Brücke über Wasserlauf |                      | Vltava                                      | Vltava                                      |
| Abzweig geradeaus und von rechts |                      | von Čerčany (vorm. LB Čerčan–Modřan–Dobříš) | von Čerčany (vorm. LB Čerčan–Modřan–Dobříš) |
| Blockstelle | 29,662               | Odbočka Skochovice                          | Odbočka Skochovice                          |
| Haltepunkt / Haltestelle |                      | Skochovice                                  | Skochovice                                  |
| Bahnhof | 31,964               | Vrané nad Vltavou                           | Vrané nad Vltavou                           |
| Tunnel | 33,235               | Jarovský tunel (390 m)                      | Jarovský tunel (390 m)                      |
| ehemalige Blockstelle |                      | Hl. Jarov                                   | Hl. Jarov                                   |
| Haltepunkt / Haltestelle | 33,815               | Jarov                                       | Jarov                                       |
| Bahnhof | 36,490               | Praha-Zbraslav                              | Praha-Zbraslav                              |
| Strecke mit Straßenbrücke |                      | Rychlostní silnice 1                        | Rychlostní silnice 1                        |
| Haltepunkt / Haltestelle | 38,798               | Praha-Komořany                              | Praha-Komořany                              |
| Dienststation / Betriebs- oder Güterbahnhof | 39,598               | Praha-Modřany                               | Praha-Modřany                               |
| Strecke |                      | nach Praha-Vršovice (vorm. BCB)             | nach Praha-Vršovice (vorm. BCB)             |

Die Bahnstrecke Dobříš–Praha-Modřany ist eine regionale Eisenbahnverbindung in Tschechien, die ursprünglich als Teil der landesgarantierten Lokalbahn Čerčan–Modřan–Dobříš erbaut und betrieben wurde.  Sie beginnt in Dobříš und führt über Mníšek pod Brdy und Vrané nad Vltavou nach Praha-Modřany.
Nach einem Erlass der tschechischen Regierung ist die Strecke seit dem 20. Dezember 1995 als regionale Bahn („regionální dráha“) klassifiziert.

## Geschichte
Die Konzession für die Lokalbahn Čerčan–Modřan–Dobříš wurde am 4. März 1895 ausgestellt. Der Bau der Strecke war sofort zu beginnen und binnen zwei Jahren fertigzustellen. Die Konzessionsdauer war auf 90 Jahre festgesetzt.
Am 22. September 1897 wurde die Strecke eröffnet. Den Betrieb führten die k.k. Staatsbahnen (kkStB) für Rechnung der Eigentümer aus.
Im Jahr 1912 wies der Fahrplan der Lokalbahn vier gemischte Zugpaare 2. und 3. Klasse zwischen Dobříš und Wran aus. Sie benötigten für die 42 Kilometer lange Strecke etwa 1,5 Stunden. In Wran bestand jeweils Anschluss an die Züge der Relation Prag–Čerčan.
Nach dem Zerfall Österreich-Ungarns im Oktober 1918 ging die Betriebsführung an die neu gegründeten Tschechoslowakischen Staatsbahnen (ČSD) über. Zum 1. Januar 1925 wurde die Lokalbahn Čerčan–Modřan–Dobříš verstaatlicht und die Strecke wurde ins Netz der ČSD integriert. Sie wurde fortan von der Staatsbahndirektion (Ředitelství státních drah) in Prag verwaltet.
Die Indienststellung moderner Motorzüge durch die ČSD ermöglichte Anfang der 1930er Jahre eine Verdichtung des Fahrplanes. Der Winterfahrplan von 1937/38 verzeichnete werktags acht Personenzugpaare 3. Klasse, die sämtlich als Motorzug geführt waren. Eine Ausnahme bildete der starke Ausflugsverkehr an Sonntagen, der wegen des hohen Verkehrsaufkommen im Sommerhalbjahr mit lokomotivbespannten Zügen bewältigt werden musste.
Im Zweiten Weltkrieg lag die Strecke zur Gänze im Protektorat Böhmen und Mähren. Betreiber waren jetzt die Protektoratsbahnen Böhmen und Mähren (ČMD-BMB). Kriegsbedingt kam es nun zu einer Reduzierung der Zugfahrten. Am 9. Mai 1945 kam die Strecke wieder vollständig zu den ČSD.
Am 1. Januar 1993 ging die Strecke im Zuge der Auflösung der Tschechoslowakei an die neu gegründeten České dráhy (ČD) über. Seit 2003 gehört sie zum Netz des staatlichen Infrastrukturbetreibers Správa železniční dopravní cesty (SŽDC).
Im Jahresfahrplan 2013 wird die Strecke in einem angenäherten Zweistundentakt von den Personenzügen der Linie S80 (Praha hl.n.–Dobříš) bedient. Alternierend verkehren die Züge der Linie S8 (Praha hl.n.–Čerčany), sodass von Prag bis Skochovice ein Stundentakt entsteht.
Zum Fahrplanwechsel am 12. Dezember 2021 wurde der werktägliche Reisezugverkehr auf der Strecke eingeschränkt. Die meisten Züge aus Richtung Prag enden montags bis freitags bereits in Čisovice, bis Dobříš verkehren nur noch fünf Zugpaare. Nach einem Ausbau des Bahnhofs Čisovice soll das Angebot unter der Woche auf dem Streckenabschnitt Čisovice–Dobříš auf drei Zugpaare reduziert werden.
Am 2. Mai 2024 entlief in Čisovice ein abgestellter, unbesetzter Triebzug der ČD-Baureihe 814 „Regionova Trio“ ins Gefälle Richtung Měchenice. Bei Klínec entgleiste der Zug in einem engen Gleisbogen am Streckenkilometer 24,5, die zwei führenden Wagen stürzten um. Auf seinem Fahrtweg überquerte der Triebzug vier ungesicherte Wegübergänge, ohne dass es dort zu einem Unfall kam.

## Streckenbeschreibung
Von Dobříš steigt die Strecke am Fuße der Brdy zunächst leicht an. Zwischen Nová Ves pod Pleší und Mníšek pod Brdy befindet sich der höchste Punkt der Strecke. Dann führt die Strecke im Tal des Bojovský potok stetig abwärts und überquert bei Měchenice die Moldau. Kurz nach der Brücke mündet die Strecke von Čerčany ein. Bis Prag verläuft die Strecke orografisch rechts durch das Tal der Moldau.

## Fahrzeugeinsatz
Die kkStB setzten auf der Strecke Lokomotiven der Reihe 97 ein, die von der Lokalbahngesellschaft finanziert wurden.
Heute wird der Reisezugverkehr mit den Triebwagen der ČD-Baureihe 810 und deren modernisierter Version ČD-Baureihe 814 abgewickelt. Zu Zeiten höheren Fahrgastaufkommens werden auch lokomotivbespannte Reisezüge eingesetzt. Sie bestehen meist aus einer Diesellokomotive der ČD-Baureihe 754 und Görlitzer Doppelstockwagen. In der Vergangenheit waren auch Lokomotiven der ČD-Baureihe 714 vor Beiwagen der Reihe 010 zu sehen.

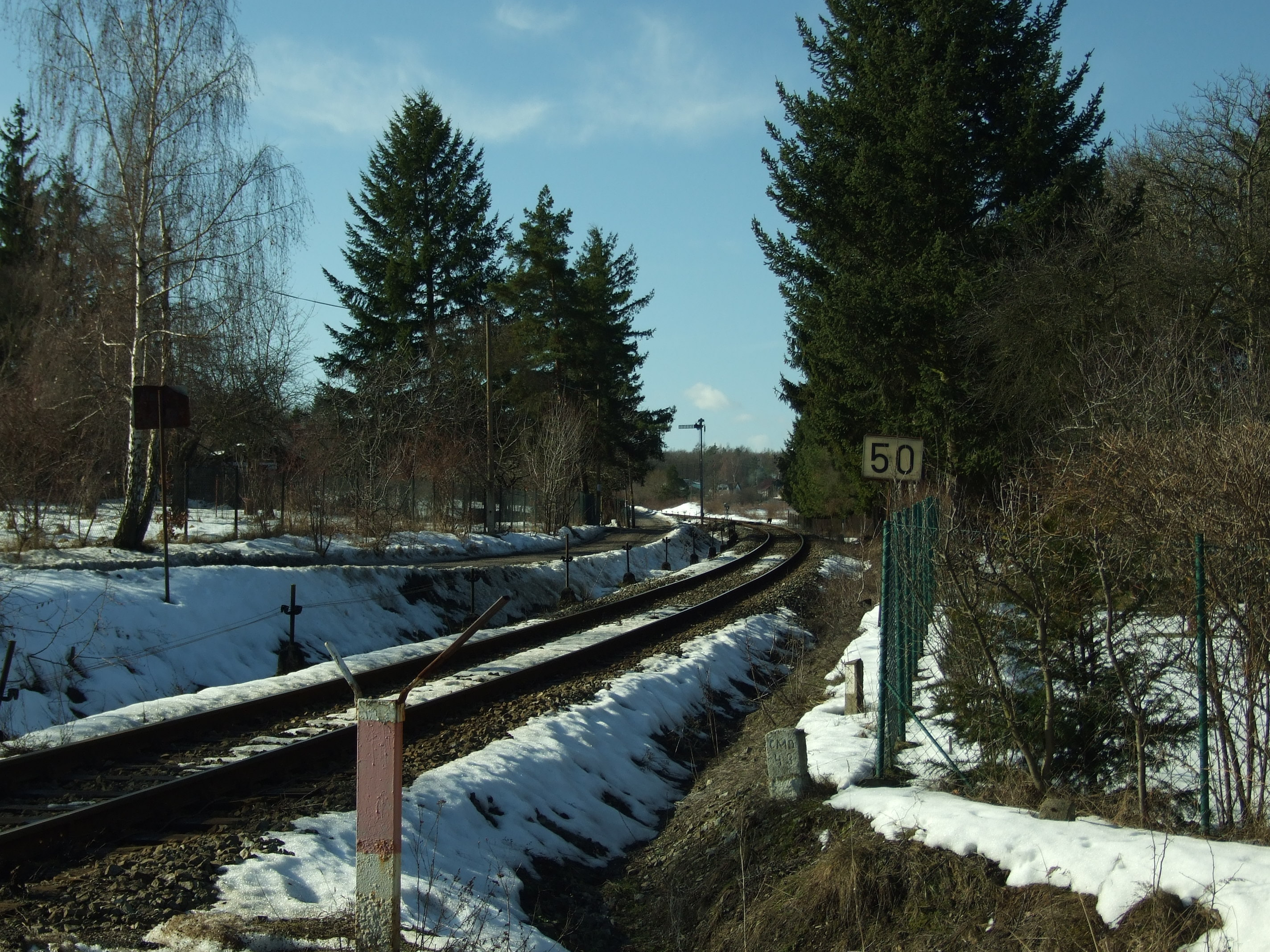
Die Strecke bei Mníšek pod Brdy (2010)
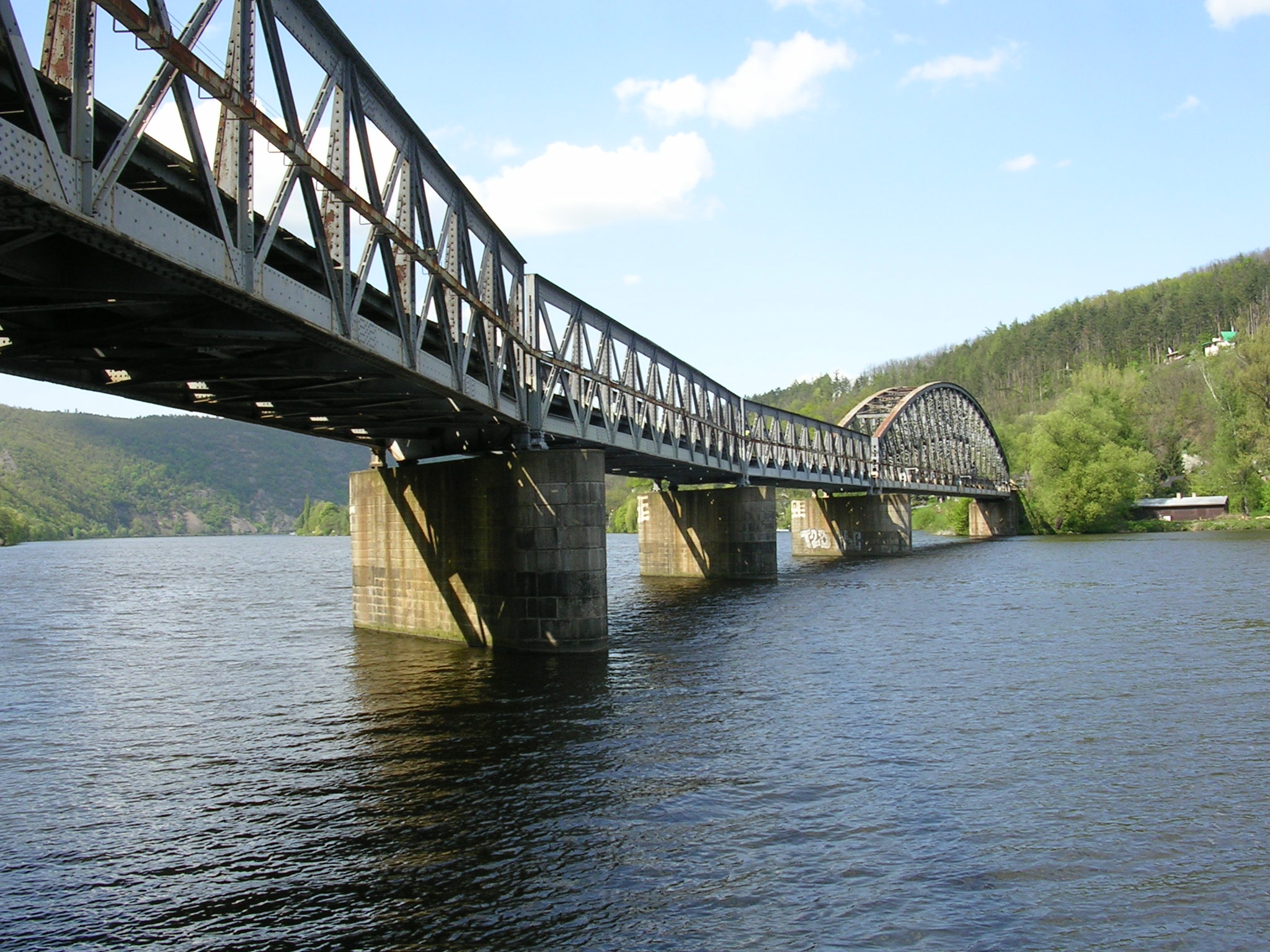
Moldaubrücke bei Skochovice (2008)
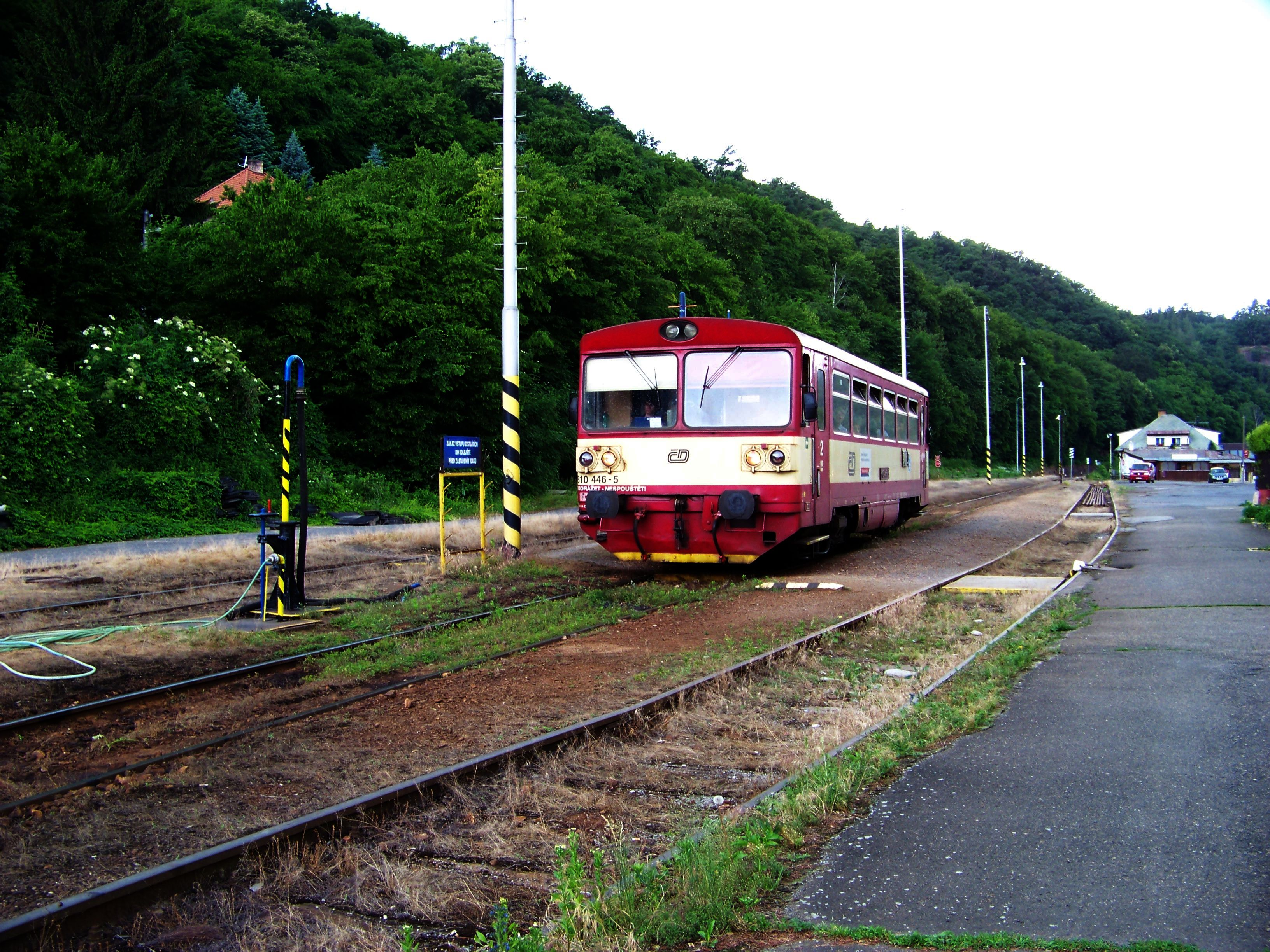
ČD-Baureihe 810
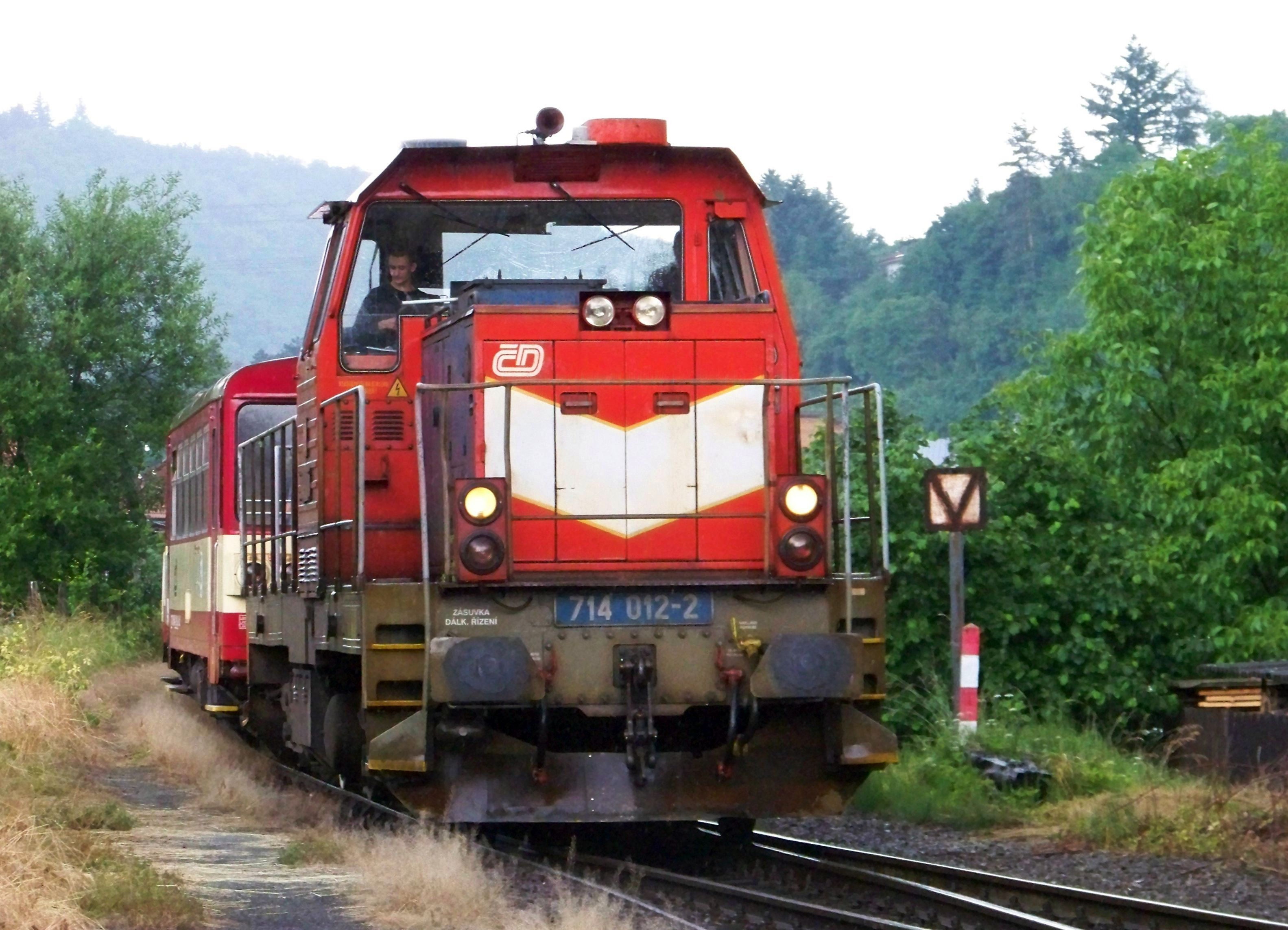
ČD-Baureihe 714
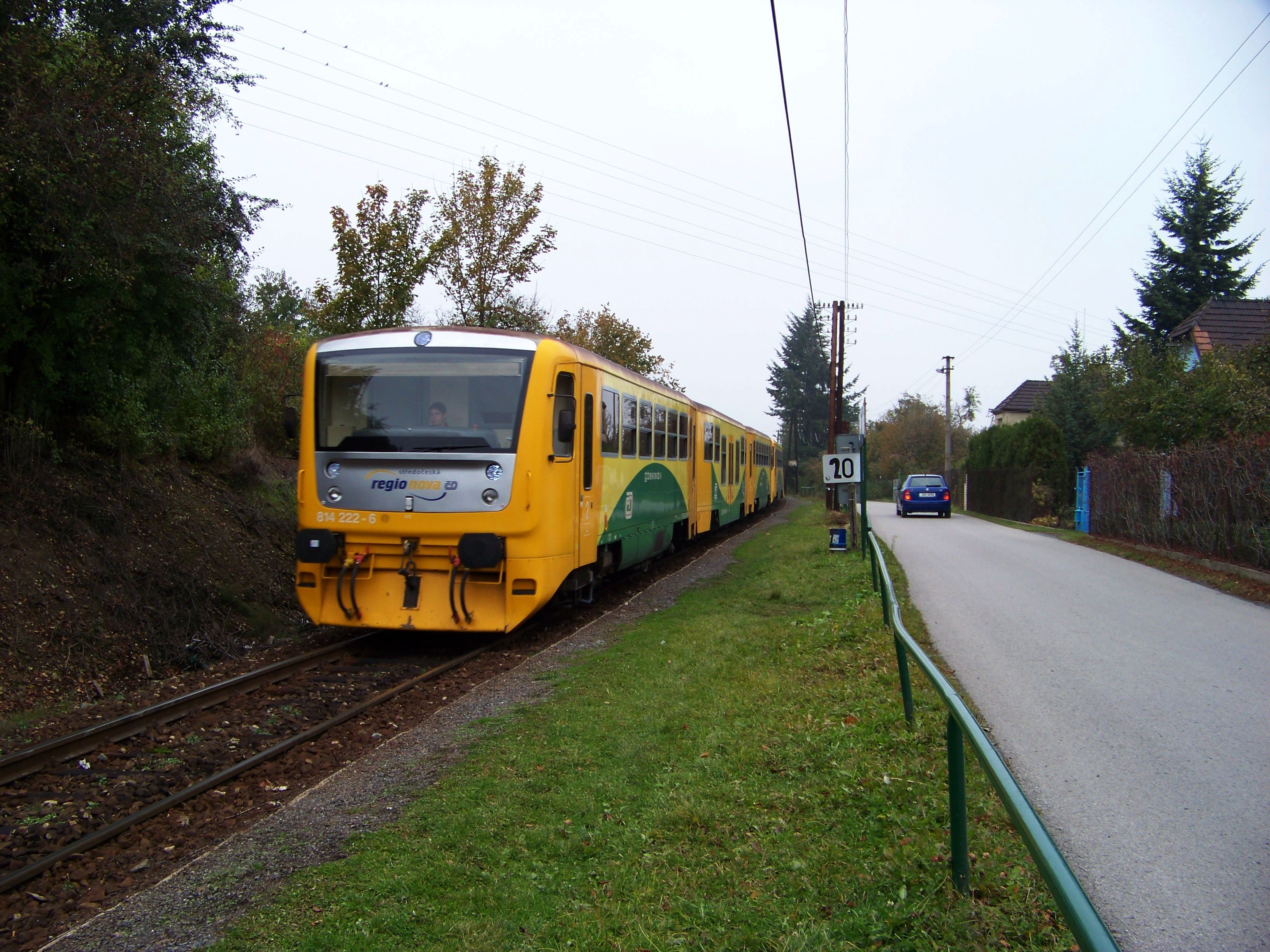
ČD-Baureihe 814
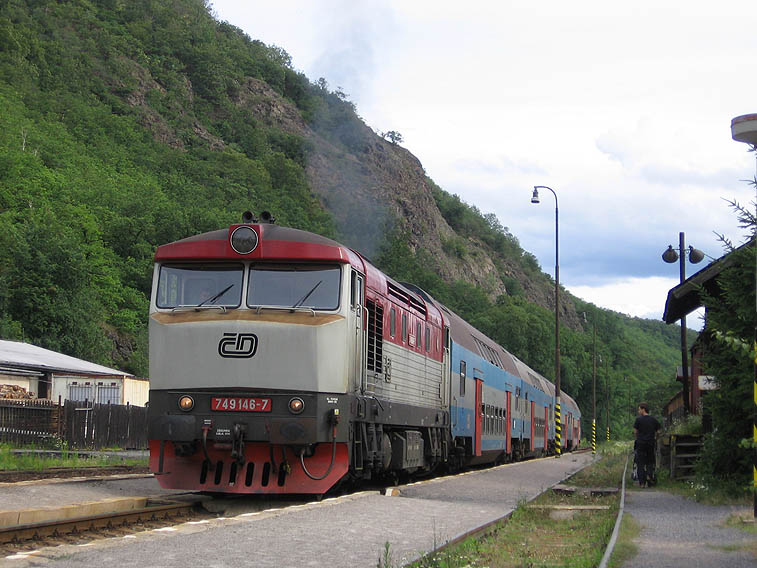
ČD-Baureihe 749 mit Doppelstockwagen